# Vicosoprano (Rezzoaglio)
Vicosoprano (Ingresuàn nel dialetto locale) è una frazione del comune di Rezzoaglio, nella città metropolitana di Genova. La frazione è caratteristica per essere fra i più elevati centri abitati permanenti della Liguria (1.086 m).

## Geografia fisica
La frazione è situata nella media val d'Aveto, sullo spartiacque di sinistra alle falde del monte Oramara (1.522 m) ad una quota compresa fra 1060 e 1110 m s.l.m..
Vicosoprano dista dal capoluogo Rezzoaglio circa 11 km, si accede tramite la strada provinciale 72 attraverso i paesi di Alpepiana e Vicomezzano. Dalla val Trebbia, l'accesso è consentito attraverso il valico del Pescino (Pescin nel dialetto locale) (1.195 m) dopo aver oltrepassato i paesi e località di Ottone, Orezzoli, Bussego e Lenguie.

## Storia
Dopo il periodo napoleonico nel 1815 Vicosoprano, assieme a Alpepiana, Lovari e Vicomezzano, entrò a far parte del Regno di Sardegna nella provincia di Bobbio, poi dopo il 1859 e l'Unità d'Italia nel circondario di Bobbio assegnato alla nuova provincia di Pavia, quindi dal 1923 al 1926 nel circondario di Chiavari dell'allora provincia di Genova, nel Regno d'Italia.

## Monumenti e luoghi d'interesse

### Architetture religiose e civili
- Chiesa parrocchiale di San Giuseppe Operaio, del 1907. Sorge sulle fondamenta di una più vecchia chiesa databile intorno alla seconda metà del 1700.
- Cappelletta della Madonna della Guardia. Sorge a qualche centinaio di metri dal centro abitato.
- Caruggi, pavimentati a "ciappe" formano una vera e propria "ragnatela" di strade nel tessuto dell'impianto abitativo. Alcuni architravi sulle porte di ingresso riportano date, simboli religiosi ed iscrizioni.
- Fontane caratteristiche, di pietra scolpita, ubicate sulle vie pubbliche, di uso pubblico.
- Circolo salone ACLI: il circolo è situato all'inizio del paese dove si svolgono varie attività durante la stagione estiva.

### Aree di interesse
- Per la Costa (Pa Costa nella parlata locale), probabilmente il luogo più panoramico di tutta la val d'Aveto: un "balcone" sul gruppo del monte Maggiorasca, sul monte Penna e Aiona, sul monte Roncalla e su gran parte delle vette del versante valligiano destro, nonché sui paesi di Ascona (Santo Stefano d'Aveto), Torrio, Pareto e sul corso del torrente Aveto che biancheggia 500 metri più in basso.
- Pian Severone (Pian Seiun), ampio altipiano ai piedi del monte Oramara - situato ad una quota compresa fra 1160 e 1210 m s.l.m. - ricco di singolarità floreali e faunistiche, d'inverno ricco di "laghi stagionali".
- Pescino (Pescin), valico del Pescino (1195 m) verde conca molto caratteristica, ricca di fioriture primaverili e frutti silvestri. Sede del campo sportivo.
- Bocca della Selva, valico posto a 1290 m dividente le dorsali del Monte Oramara (1522) e Carmo (1320), zona ventosa, panoramica.
- Monte Oramara, 1522 m s.l.m., maggior elevazione del crinale sinistro della valle dell'Aveto, ottimo punto panoramico, la vista spazia dall'Arco Alpino (dall'Argentera all'Adamello-Ortles), al mar Ligure, all'Appennino Tosco-Emiliano (monte Orsaro), alle Alpi Apuane, alle maggiori elevazioni della valle dell'Aveto (monte Maggiorasca 1804 m.[2] monte Bue 1784 m, monte Penna 1735 m, Aiona 1701 m, Crociglia 1578 m), all'Oltrepò Pavese (monte Lesima 1724, monte Chiappo 1700, monte Penice 1460). Il monte Oramara è un ottimo luogo per i primo approcci con la fotografia Astronomica.
- Strada delle vacche: sentiero protetto per gran parte da muretti a secco, un tempo perfettamente pavimentato con pietre, importante via di comunicazione verso i pascoli più alti, verso il Monte Oramara, il monte Dego, Pescin. Punti panoramici, pascoli, fonti, frutti silvestri.
- La fonte: é presente anche una fonte sopra al paese dove sgorga l'acqua della sorgente.